# Guvernul Pavel Filip
Guvernul Pavel Filip a fost cabinetul de miniștri care a guvernat Republica Moldova începând cu 20 ianuarie 2016 până pe 8 iunie 2019.

## Istoric
După ce au avut loc negocieri de lungă durată între cele trei partide parlamentare pro-europene, PLDM, PDM și PL, nu s-a ajuns la niciun consens. Țara a intrat într-o criză politică. După ce pe 21 decembrie 2015 Vlad Plahotniuc și-a anunțat revenirea în politică și în Partidul Democrat, declarând că va „participa în mod direct la formarea majorității parlamentare care să asigure o guvernare stabilă și care [...] să reușească să cumuleze inclusiv voturile necesare pentru alegerea președintelui țării în luna martie, anul viitor”, la câteva ore după asta, în dimineața zilei de 21 decembrie, un grup de 14 deputați comuniști au anunțat că părăsesc fracțiunea Partidului Comuniștilor și că vor forma propria platformă parlamentară: Platforma Social Democrată Pentru Moldova, iar apoi PDM și grupul de ex-comuniști începuseră să poarte discuții privind formarea unei majorități parlamentare.
Pe 13 ianuarie 2016 majoritatea parlamentară nou-formată l-a înaintat pe Vlad Plahotniuc la funcția de prim-ministru, însă, președintele Republicii Moldova, Nicolae Timofti, a respins candidatura lui cu motivația că „există suspiciuni rezonabile că domnul Vladimir Plahotniuc nu întrunește criteririle de integritate necesare desemnării sale în funcția de prim-ministru, având în vedere și faptul că prin Hotărârea nr. 5 din 15.02.2013 a Parlamentului Republicii Moldova, publicată în Monitorul Oficial pe data de 22.02.2013, domnului Vladimir Plahotniuc i s-a exprimat vot de neîncredere, în calitatea sa de prim-vicepreședinte al Parlamentului, aducându-i-se acuzații de implicare în activități ilegale care vin să prejudicieze imaginea Parlamentului și a Republicii Moldova”.
În continuare, președintele Nicolae Timofti l-a desemnat pe Ion Păduraru pentru funcția de prim-ministru, iar după ce acesta a renunțat să mai candideze, pentru a evita organizarea de alegeri anticipate, majoritatea parlamentară l-a ales prim-ministru pe fostul ministru al tehnlogiei și informației, Pavel Filip, cu votul a 57 din cei 101 de deputați. După învestirea Guvernului Filip a fost reluată o serie de proteste de amploare.
Pe data de 13 decembrie Mihai Ghimpul i-a retras sprijinul politic lui Anatol Șalaru (ministrul apărării). Pe 27 decembrie Igor Dodon a semnat decretul privind demiterea lui Anatol Șalaru din funcția de ministru al apărării.

## Componența cabinetului (2017-2019)
| Minister                                                    | Nume              | Portret                                                           | Partid       | În funcție din     | Până la            |
| ----------------------------------------------------------- | ----------------- | ----------------------------------------------------------------- | ------------ | ------------------ | ------------------ |
| Prim-ministru                                               | Pavel Filip       | Pavel Filip (11322438465) cropped                                 | PDM          | 20 ianuarie 2016   | 8 iunie 2019       |
| Viceprim-miniștri                                           |                   |                                                                   |              |                    |                    |
| Viceprim-ministru pentru Integrare Europeană                | Iurie Leancă      | Iurie Leancă Senate of Poland                                     | PPEM         | 10 ianuarie 2018   | 8 iunie 2019       |
| Viceprim-ministru pentru Reintegrare                        | Gheorghe Bălan    |                                                                   | Independenți | 20 ianuarie 2016   | 21 decembrie 2017  |
| Viceprim-ministru pentru Reintegrare                        | Cristina Lesnic   |                                                                   | Independenți | 10 ianuarie 2018   | 8 iunie 2019       |
| Viceprim-ministru                                           | Octavian Calmîc   | Opening plenary session, 11 December 2017 (27239255159) (cropped) | Independenți | 20 ianuarie 2016   | 21 decembrie 2017  |
| Viceprim-ministru                                           | Andrei Galbur     | Andrei Galbur                                                     | Independenți | 20 ianuarie 2016   | 21 decembrie 2017  |
| Miniștri                                                    |                   |                                                                   |              |                    |                    |
| Ministru al Economiei și Infrastructurii                    | Octavian Calmîc   | Opening plenary session, 11 December 2017 (27239255159) (cropped) | Independenți | 20 ianuarie 2016   | 21 decembrie 2017  |
| Ministru al Economiei și Infrastructurii                    | Chiril Gaburici   | Chiril Gaburici (crop.)                                           | Independenți | 10 ianuarie 2018   | 8 iunie 2019       |
| Ministeru al Afacerilor Externe și Integrării Europene      | Andrei Galbur     | Andrei Galbur                                                     | Independenți | 20 ianuarie 2016   | 21 decembrie 2017  |
| Ministeru al Afacerilor Externe și Integrării Europene      | Tudor Ulianovschi | ECommerce Week of UNCTAD (40621311925)                            | Independenți | 10 ianuarie 2018   | 8 iunie 2019       |
| Ministru al Afacerilor Interne                              | Alexandru Jizdan  |                                                                   | Independenți | 20 ianuarie 2016   | 8 iunie 2019       |
| Ministru al Apărării                                        | Anatol Șalaru     |                                                                   | PL           | 20 ianuarie        | 27 decembrie 2016  |
| Ministru al Apărării                                        | Eugen Sturza      | Eugen Sturza in 2018                                              | PPEM         | 24 octombrie 2017  | 8 iunie 2019       |
| Ministru al Justiției                                       | Vladimir Cebotari | Vladimir Cebotari in October 2019 (3)                             | PDM          | 20 ianuarie 2016   | 21 decembrie 2017  |
| Ministru al Justiției                                       | Alexandru Tănase  |                                                                   | Independenți | 10 ianuarie        | 12 martie 2018     |
| Ministru al Justiției                                       | Victoria Iftodi   |                                                                   | Independenți | 19 martie 2018     | 8 iunie 2019       |
| Ministru al Finanțelor                                      | Octavian Armașu   |                                                                   | Independenți | 20 ianuarie 2016   | 30 noiembrie 2018  |
| Ministru al Finanțelor                                      | Ion Chicu         | Ion Chicu (2020-01-31)                                            | Independenți | 10 decembrie 2018  | 8 iunie 2019       |
| Ministru al Agriculturii, Dezvoltării Regionale și Mediului | Vasile Bîtca      |                                                                   | PDM          | 26 iulie           | 21 decembrie 2017  |
| Ministru al Agriculturii, Dezvoltării Regionale și Mediului | Liviu Volconovici |                                                                   | Independenți | 10 ianuarie        | 19 septembrie 2018 |
| Ministru al Agriculturii, Dezvoltării Regionale și Mediului | Nicolae Ciubuc    |                                                                   | Independenți | 25 septembrie 2018 | 8 iunie 2019       |
| Ministru al Educației, Culturii și Cercetării               | Monica Babuc      |                                                                   | PDM          | 26 iulie 2017      | 8 iunie 2019       |
| Ministru al Sănătății, Muncii și Protecției Sociale         | Stela Grigoraș    |                                                                   | Independente | 26 iulie           | 21 decembrie 2017  |
| Ministru al Sănătății, Muncii și Protecției Sociale         | Svetlana Cebotari |                                                                   | Independente | 10 ianuarie        | 19 septembrie 2018 |
| Ministru al Sănătății, Muncii și Protecției Sociale         | Silvia Radu       | Silvia Radu 7 (Moldova)                                           | Independente | 25 septembrie 2018 | 8 iunie 2019       |
| Membru ex-officio                                           |                   |                                                                   |              |                    |                    |
| Guvernator (Bașcan) al UTA Găgăuzia                         | Irina Vlah        | Влах Ірина                                                        | Independentă | 20 ianuarie 2016   | 8 iunie 2019       |

## Componența (2016-2017)
| Minister                                                  | Nume             | Portret                   | Partid       | În funcție din   | Până la        |
| --------------------------------------------------------- | ---------------- | ------------------------- | ------------ | ---------------- | -------------- |
| Viceprim-ministru pentru Probleme Sociale                 | Gheorghe Brega   | Gheorghe Brega 2016-07-24 | PL           | 20 ianuarie 2016 | 30 mai 2017    |
| Miniștri                                                  |                  |                           |              |                  |                |
| Ministru al Dezvoltării Regionale și Construcțiilor       | Vasile Bîtca     |                           | PDM          | 20 ianuarie 2016 | 26 iulie 2017  |
| Ministru al Agriculturii și Industriei Alimentare         | Eduard Grama     |                           | Independent  | 20 ianuarie 2016 | 20 martie 2017 |
| Ministru al Transporturilor și Infrastructurii Drumurilor | Iurie Chirinciuc |                           | PL           | 20 ianuarie 2016 | 30 mai 2017    |
| Ministru al Mediului                                      | Valeriu Munteanu | Valeriu Munteanu portret  | PL           | 20 ianuarie 2016 | 30 mai 2017    |
| Ministru al Educației                                     | Corina Fusu      | Corina Fusu (3952134958)  | PL           | 20 ianuarie 2016 | 30 mai 2017    |
| Ministru al Culturii                                      | Monica Babuc     |                           | PDM          | 20 ianuarie 2016 | 26 iulie 2017  |
| Ministru al Muncii, Protecției Sociale și Familiei        | Stela Grigoraș   |                           | Independentă | 20 ianuarie 2016 | 26 iulie 2017  |
| Ministru al Sănătății                                     | Ruxanda Glavan   |                           | PDM          | 20 ianuarie 2016 | 26 iulie 2017  |
| Ministru al Tineretului și Sportului                      | Victor Zubcu     |                           | PDM          | 20 ianuarie 2016 | 26 iulie 2017  |
| Ministru al Tehnologiei Informației și Comunicațiilor     | Vasile Botnari   |                           | PDM          | 20 ianuarie 2016 | 26 iulie 2017  |

## Realizări
Programul „Prima Casă”
În noiembrie 2017 a fost lansat Programul Prima Casă     . Scopul programului constituie facilitarea accesului persoanelor fizice la procurarea unei locuințe prin contractarea de credite bancare garantate parțial de stat, în special pentru familii tinere. Programul a devenit funcțional în martie 2018. Analiștii comentau anterior ca programul îi avantajează pe proprietarii companiilor de construcții, care iși garantează astfel mai mulți clienți. Ministrul finanțelor a refuzat atunci sa comenteze aceste presupuneri. Până acum, aproximativ 202 de persoane au primit deja credite pentru procurarea locuințelor în cadrul Programului „Prima Casă”. 
În luna mai 2018 este demarat programul Prima Casa 2  , destinat, exclusiv, functionarilor publici care au cel putin un an lucrat în instituțiile statului. Circa 5000 de bugetari ar putea încheia astfel de contracte în acest an, întrucât statul și-a propus să aloce 20 de milioane de lei pentru acest program. Scop programului cconstă în motivarea tinerilor să lucreze în instituțiile bugetare.
Ulterior în luna iulie 2018 Programul Prima Casă se extinde pentru a deveni mai accesibil și familiilor cu mai mulți copii. Proiectul „Prima Casă 3” presupune compensarea treptată din bugetul de stat a creditului ipotecar, de la 10 până la 100%, în funcție de numărul copiilor în familie .
Programul „Drumuri bune pentru Moldova”
În 2018 Guvernul va asigura reparația și construcția a 1200 de kilometri de drumuri în zonele rurale, în cadrul programului național „Drumuri bune pentru Moldova”, indiferent de culoarea politică a localităților. Guvernul a aprobat bugetul programului „Drumuri bune pentru Moldova”, fiind alocate  972 milioane de lei, cu desfășurarea lucrărilor de reparații în peste 1200 de sate .
Ministerul Economiei și Infrastructurii a lansat harta online „Drumuri bune pentru Moldova”. Harta conține informații actualizate pentru fiecare raion despre volumul lucrărilor ce trebuie realizate, la ce etapă de implementare este proiectul, câte tronsoane de drum au fost restaurate, sunt în lucru sau urmează să fie reparate, care este volumul investițiilor, tipul lucrărilor efectuate etc. Harta on-line poate fi vizualizată pe site-ul www.drumuribune.md .
Reforma Guvernului
La 26 iulie 2017 Guvernul Republicii Moldova a intrat într-o nouă etapă, în contextul votării, la 21 iulie 2017, de Parlament a noii structuri a  Executivului. Astfel, în urma transferurilor de competențe, din 16 ministere au rămas 9 ministere.  Reforma Guvernului a generat mai multe critici legate de procesul de elaborare și implementare a acestei inițiative.
Lista ministerelor indicate rezultă din schimbarea denumirii și preluarea unor domenii de activitate, după cum urmează:
- Ministerul Economiei a preluat domeniile de activitate de la Ministerul Transporturilor și Infrastructurii Drumurilor și de la Ministerul Tehnologiei Informației și Comunicațiilor, precum și domeniul construcții de la Ministerul Dezvoltării Regionale și Construcțiilor, cu modificarea denumirii în Ministerul Economiei și Infrastructurii;
- Ministerul Culturii a preluat domeniile de activitate de la Ministerul Educației, de la Ministerul Tineretului și Sportului și domeniul de cercetare de la Academia de Științe a Moldovei, cu modificarea denumirii în Ministerul Educației, Culturii și Cercetării;
- Ministerul Muncii, Protecției Sociale și Familiei a preluat domeniile de activitate de la Ministerul Sănătății, cu modificarea denumirii în Ministerul Sănătății, Muncii și Protecției Sociale;
- Ministerul Dezvoltării Regionale și Construcțiilor a preluat domeniile de activitate de la Ministerul Agriculturii și Industriei Alimentare și de la Ministerul Mediului, cu modificarea denumirii în Ministerul Agriculturii, Dezvoltării Regionale și Mediului[26] [27].

În ședința Guvernului din 30 august 2017 a fost aprobat Regulamentele de organizare și funcționare a noilor ministere, care conțin organigrama, structura aparatului-central, domeniile de competență și efectivul-limită  . Din subordinea ministerelor au fost scoase toate întreprinderile de stat sau cu capital majoritar de stat, astfel încât miniștrii să fie axați mai mult pe politici. Întreprinderile sunt în gestiunea  Agenției Proprietății Publice, care este subordonată Guvernului.
Parcul pentru tehnologia informației „Moldova IT park”
La 1 ianuarie 2017 a intrat în vigoare Legea nr. 77 cu privire la parcurile IT  . La 26 octombrie 2017, 15 companii din cadrul ATIC au depus la  Ministerul Economiei și Infrastructurii al RM o cerere de constituire a „Moldova IT Park”. Ulterior, la 20 decembrie 2017, Guvernul a aprobat Regulamentul de organizare și funcționare a administrației parcului și Regulamentul de înregistrare a rezidenților.
La 1 ianuarie 2018 este creat Primul parc IT din Republica Moldova – „Moldova IT park”, fondat pe un termen de 10 ani, timp în care se planifică atragerea a circa 400 de companii IT din Republica Moldova . Scopul principal al noii structuri este asigurarea unei platforme organizaționale cu un set de mecanisme și facilități inovative pentru impulsionarea creșterii industriei tehnologiei informației, crearea de noi locuri de muncă și atragerea investițiilor locale și străine. Administratorul este numit de Guvern, pe un termen de 5 ani.
Directorul Companiei „Ritlabs”, Maxim Masiutin, a declarat că, parcul IT oferă condiții atractive pentru angajați, care vor primi salariul integral, indicat în contractul individual de muncă, fără careva impozitări. La rândul său, programatorul Vitalie Eșanu, expert în domeniul IT, a menționat că astfel de scheme se numesc „gâturi economice” și creează oportunități pentru corupție.
În primele patru luni de la lansare a „Moldova IT Park” au fost înregistrați 164 de rezidenți. Printre facilitățile și stimulentele fiscale acordate rezidenților parcurilor IT, cea mai mare greutate o are, pentru rezidenții actuali și potențiali, impozitul unic în mărime de 7% din venitul din vânzări și eliminarea barierelor birocratice     .
Avantajele mediului de afaceri în domeniul IT din țara noastră au fost prezentate la Iași, România, la Forumul regional PinAwards. În cadrul evenimentului, Republica Moldova a fost prezentată ca destinație atractivă pentru companiile IT, fiind menționate beneficiile legii privind Parcurile IT .
Lansarea Serviciului 112
 ”112”  este numărul unic pentru apelurile de urgență , activ în toate statele membre ale Uniunii Europene. Funcționează în regim non-stop și poate fi apelat absolut gratuit de fiecare cetățean de pe telefonul fix și mobil. 
Proiectul ”Serviciul 112” a fost inițiat în mai 2012. Noul sistem automatiza toate procesele prin intermediul unui soft de ultimă generație. Republica Moldova este a doua țară care folosește acest soft modern. Serviciul 112 are drept sarcină gestionarea cazurilor mult mai complexe pentru intervenții rapide.
La 29 martie 2018 a fost lansat Serviciul Național Unic pentru apeluri de urgență 112      .
Prim-ministrul Pavel Filip a declarat, la evenimentul de lansare că „Este un proiect frumos, inițiat încă în anul 2012. Este o inițiativă de suflet pentru mine. Implementarea acestuia a durat mai mulți ani, totuși lansăm Serviciul cu nouă luni înainte decât s-a preconizat. Prin intermediul acestuia, vom oferi cetățenilor servicii moderne la fel ca și în țările Uniunii Europene” .
Guvernul a aprobat Regulamentul de interacțiune dintre Serviciul național unic pentru apelurile de urgență 112 și serviciile specializate de urgență în vederea asigurării intervenției imediate a salvatorilor, medicilor sau polițiștilor pentru a acorda ajutorul necesar . Regulamentul prevede delimitarea clară a atribuțiilor Serviciului 112 și ale serviciilor specializate de urgență – Serviciul de asistență medicală urgentă, Inspectoratul General al Poliției și Inspectoratul General pentru Situații de Urgență. Printre competențele de bază ale Serviciului 112 se numără recepționarea, gestionarea și procesarea apelurilor de urgență pe întreg teritoriul Republicii Moldova, completarea fișelor apelurilor de urgență și centralizarea, stocarea și accesul la datele gestionate în cadrul Sistemul informațional automatizat al Serviciului 112. 
Cele mai multe apeluri sunt înregistrate din municipiile Chișinău, Bălți și raioanele Criuleni, Hâncești. 